# 蓋爾斯堡 (密歇根州)
蓋爾斯堡（英語：Galesburg）是一個位於美國密歇根州卡拉馬祖縣的城市。

## 人口
根據2020年美國人口普查的數據，蓋爾斯堡的面積為3.78平方千米，當中陸地面積為3.67平方千米，而水域面積為0.11平方千米。當地共有人口2049人，而人口密度為每平方千米542人。